# 古尔布什
古尔布什（？—1661年），博尔济吉特氏，清朝蒙古族官员，满洲镶黄旗人，原为内喀尔喀蒙古台吉。
游牧于西喇木伦河流城，天命六年（明熹宗天启元年、1621年）十一月，与台吉莽果尔（莽古勒）率六百户驱牲畜投附后金努尔哈赤，受厚遇与赏赐，娶努尔哈赤女松古图格格为妻，为额驸。赐名青卓礼克图，授一等总兵世职，掌满洲、蒙古牛录各一，隶满洲镶黄旗。天聪五年（明朝崇祯四年，1631年），随皇太极围大凌河城，因蒙古左翼兵战不力受罚，予以宽免。后擢兵部承政。崇德三年（1638年），更定官制，改兵部右参政。从军围攻锦州、宁远。顺治初年入关镇压农民起义军。顺治十八年（1661年）正月卒。谥敏襄。

## 延伸阅读
[在维基数据编辑]
 《清史稿·卷229》，出自趙爾巽《清史稿》